# Hl. Kümmernis (Obergammenried)

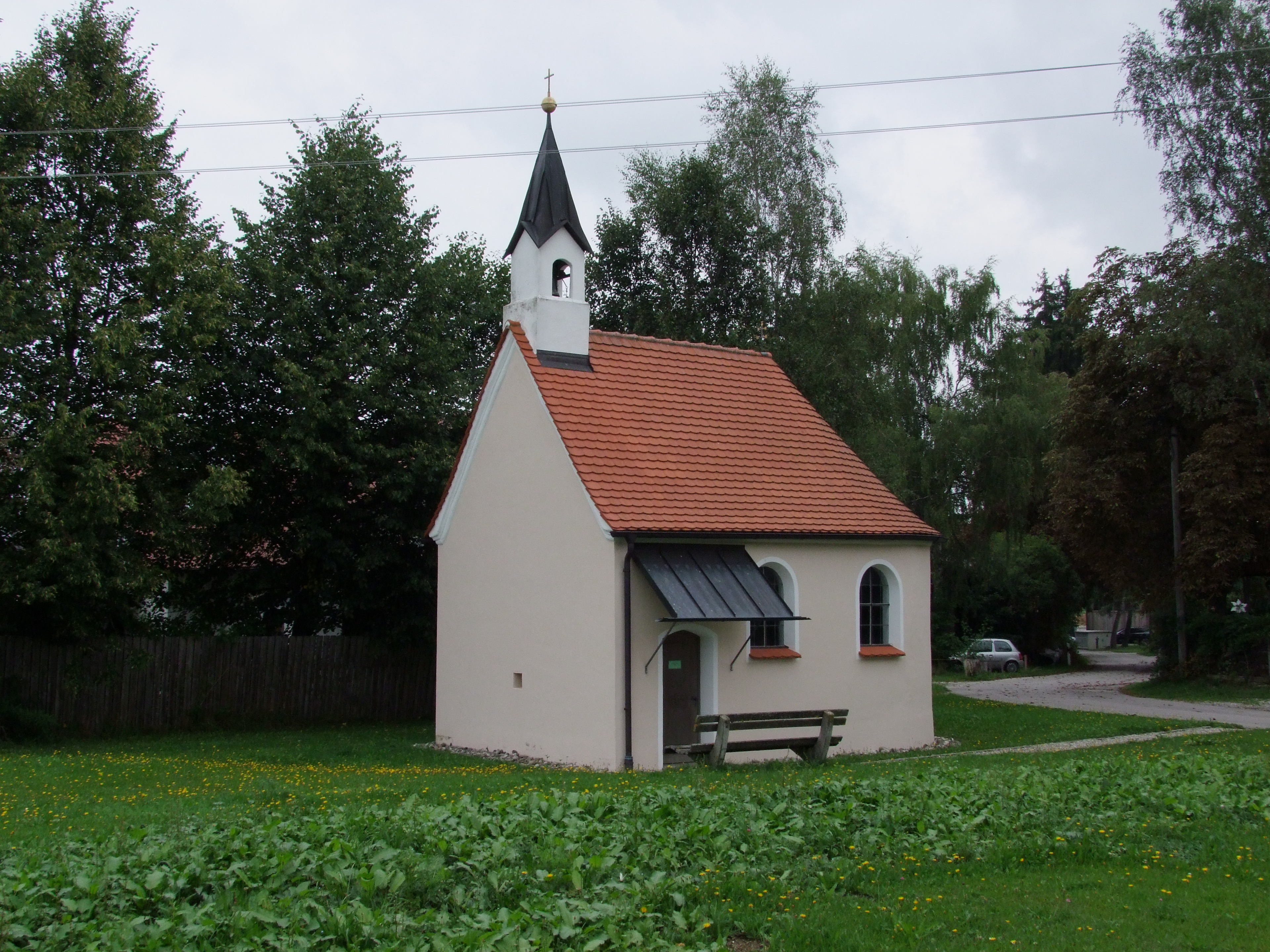
Die Kapelle zur heiligen Kümmernis in Obergammenried

Hl. Kümmernis ist eine römisch-katholische Kapelle im oberschwäbischen Obergammenried, einem Ortsteil von Bad Wörishofen. Patronin der Kapelle ist die fiktive Heilige Wilgefortis (Kümmernis).

## Geschichte
Die Kapelle wurde 1645 als Votivkapelle aus Holz erbaut. 1769 errichtete der „obere Bauer“ Martin Singer in seinem Garten einen Neubau. Die heutige Kapelle ist vermutlich nur ein Umbau und wurde am 26. Mai 1886 durch den schwäbischen Wasserdoktor und Pfarrer Sebastian Kneipp geweiht.

## Architektur
Die Kapelle ist ein halbrund geschlossener Bau mit beiderseits zwei kleinen Rundbogenfenstern und einer Spiegeldecke, deren Volute von Profilen eingeschlossen wird. Im Westen wurde ein schmaler Vorraum nachträglich abgetrennt. Von diesem führt eine Rechtecktür in die Kapelle. Südlich davon befindet sich eine Stichbogentür, die ins Freie führt und am Nordende des Vorraums eine tonnengewölbte Altarnische. Die Außenseite trägt ein profiliertes Traufgesims. Über dem Westgiebel ist ein schlichter, Dachreiter mit quadratischem Grundriss, einem Sockel, Giebeln und einer blechgedeckten Spitze zu sehen.

## Ausstattung
Das Deckenbild ist mit „Hans Gutschwager 1937“ bezeichnet. Es ist eine Darstellung der Entstehungsgeschichte der Kapelle mit einem Spruchband: „Anno 1645 überfielen feindliche Söldner Obergammenried. Der Bauer Lenz wurde an den Schweif eines davonjagenden Rosses gebunden. In seiner Not aber erflehte er die Fürbitte der hl. Kümmernis. Gott zu Lob und Preis erbaute er für seine wunderbare Rettung diese Kapelle“.

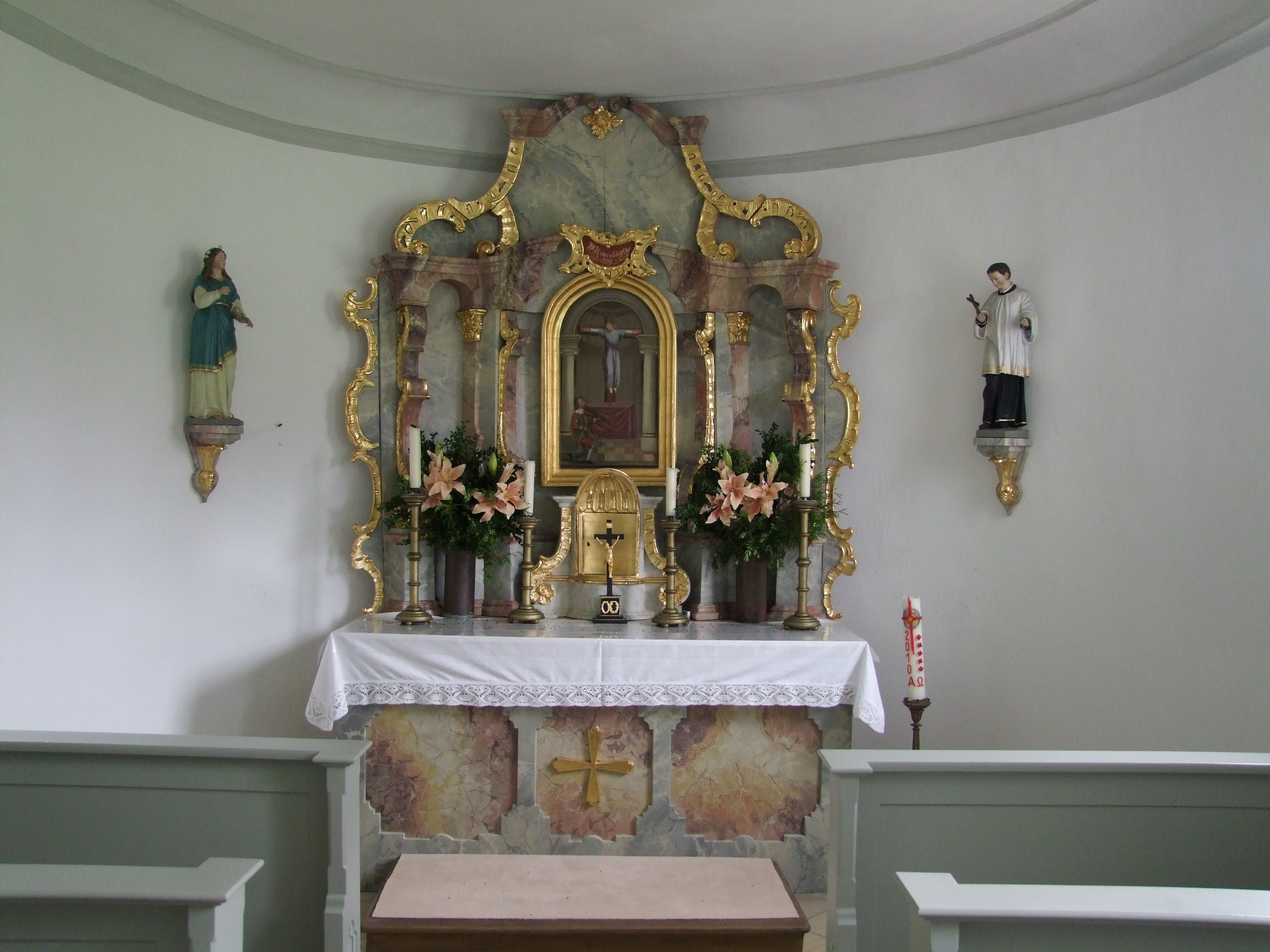
Altar der Kapelle

Der Altar aus grau, grün und rot marmoriertem Holz mit Golddekor und einem Kastenstipes wurde wohl um 1769 gefertigt. Der kleine Tabernakel ist von Voluten begrenzt. Der Aufbau ist flach konkav und durch Volutenvorlagen in drei Achsen geteilt. Ein rundbogig geschlossenes Gemälde in der Mitte mit der heiligen Kümmernis am Kreuz wurde um 1886 geschaffen. Ein Geiger davor empfängt einen ihrer Schuhe. Den Auszug flankieren Voluten mit Putten.
Die Altarmensa in der Nische der Vorhalle aus der zweiten Hälfte des 18. Jahrhunderts besteht aus marmoriertem Holz. Am Antependium befindet sich in einem geschweiften Feld das Jesusmonogramm und an der Wand darüber ein aus derselben Zeit stammendes, bäuerliches Kruzifix. Das Gestühl ist neugotisch. Zwei Votivbilder auf Holz mit geschweiftem Schluss stammen aus der zweiten Hälfte des 18. Jahrhunderts zeigen einen viersäuligen Altar mit der heiligen Kümmernis. Auf einem Bild davor kniet ein Mann mit einem Pferd, auf einem zweiten eine Frau mit einer Kuh.